# Real free press
Real free press was een alternatieve stripwinkel en uitgeverij uit de jaren 70. De eigenaar was Olaf Stoop, tevens een vooraanstaand lid van de Provo-beweging.
Deze winkel en uitgeverij was een centrum voor alternatieve striptekenaars uit Amsterdam.
De uitgeverij gaf zes nummers uit van de RFP illustraties, waarin werk werd gepubliceerd van veel bekende Amerikaanse underground tekenaars als Robert Crumb, Will Eisner, Victor Moscoso, S. Clay Wilson en ook Nederlandse tekenaars als Peter Pontiac, Evert Gerardts en Joost Swarte. De vertalingen waren van de hand van Martin Beumer. Elk nummer spendeerde ook aandacht aan één of meer Amerikaanse striptekenaars en cartoonisten, waarvan niet noodzakelijk alleen maar artiesten uit de undergroundstroming. Ook reguliere strips uit begin 20ste eeuw, zoals Krazy Kat, Little Nemo in Slumberland en Bringing Up Father passeerden de revue.
Tevens gaf de Real free press de boeken 'de Papalagi', geïllustreerd door Joost Swarte en de Modern art van dezelfde kunstenaar uit.
Daarnaast ook de bundels Gung Ho en Home made comics met werk van een groot aantal verschillende underground striptekenaars. Het blad zorgde ook voor een Nederlandse editie van het Amerikaanse avant-garde tijdschrift Witzend, waarvan vier afleveringen verschenen. In "Wipe Out Comics" konden o.a. Nederlandse striptekenaars hun werk presenteren op de internationale markt. In 1973 werd "Real Free Press" een stichting, zodat ze ongehinderd hun economische motieven, haar activiteiten konden voortzetten. 
Olaf Stoop overleed in de jaren negentig. Na zijn dood kwamen er grote partijen boeken van de Real free press tevoorschijn, welke al zeer lange tijd uitverkocht waren.
Martin Beumer overleed in 1999 aan de gevolgen van kanker (hodgkins).

## Bron
- KOUSEMAKER, Kees en Evelien, "Wordt Vervolgd- Stripleksikon der Lage Landen", Uitgeverij Het Spectrum, Utrecht, Antwerpen, 1979, blz. 198.
- Comiclopedia, geraadpleegd op 16 februari 2023